# Clube Esportivo Rio Branco
Clube Esportivo Rio Branco é uma agremiação esportiva da cidade de Campos dos Goytacazes, no estado do Rio de Janeiro.
Fundada em 5 de novembro de 1912, suas cores são o rosa e o preto.

## História

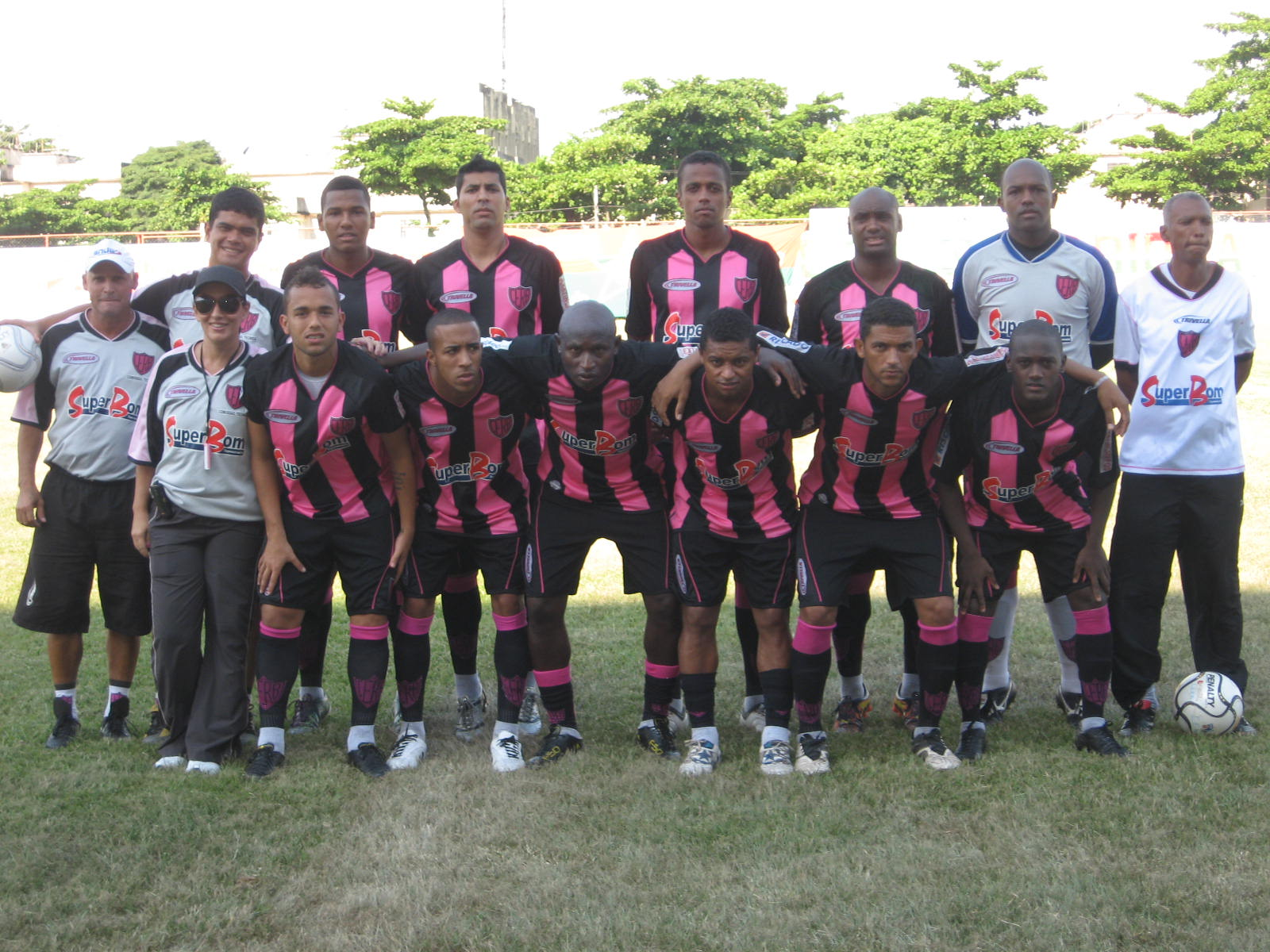
Equipe profissional do Rio Branco em 2011.

O clube é conhecido por dois acontecimentos: ter revelado Didi, o famoso inventor da "Folha Seca"; e, também por ter sido neste clube campista onde Roberto Ribeiro jogou parte de sua carreira profissional, antes de se tornar conhecido sambista da Império serrano, tradicional escola de Madureira, no Rio de Janeiro.
Sua melhor performance, após a fusão dos estados do Rio de Janeiro e da Guanabara, foi a 4º colocação no Estadual da Segunda Divisão, em 2002. Ganhou em 1980, o Campeonato Estadual de Juniores da Divisão de Acesso, o primeiro título em se tratando de Divissão de base após a fusão.
O início foi modesto, como um rio de curso caudaloso que fora antes um arroio, um regato pequeno e sem importância. A agremiação foi, todavia, nos seus primeiros tempos, um regato de águas cristalinas. Não há retórica na imagem “regato de águas cristalinas”. É que a grande agremiação foi fundada por meninos, cujas idades oscilavam  entre 13 e 15 anos e que pertenciam as melhores  famílias de Campos.
A tonalidade rósea  dos  seus rostos corados e sadios determinou a escolha da cor preponderante das camisas da agremiação, por sugestão, aliás, de Yayá Linhares,  irmã de Celso Linhares, um dos fundadores.
Ao lado de Celso Linhares, os meninos Custódio Barroso dos Santos, Manoel Landim, Fausto Apady da Cruz Saldanha  e Brasil Castilho Leão pensaram criar um  clube, pois  residindo nas imediações da Praça da República, assistiam sempre os treinos do Goytacaz Futebol Clube, o que lhes despertou o interesse pelo viril esporte bretão. De início, houve a fase dos treinos despretensiosos com bola de meia. Mais tarde, apareceu a ideia de nome ao time. Todos estudantes, resolveram  escolher para denominar a agremiação por eles arquitetada, em seus sonhos juvenis, a legenda Barão do Rio Branco.
Com efeito, o grande estadista brasileiro morrera em fevereiro de 1912 e os moços campistas aproveitaram para prestar uma  singela homenagem ao homem  que é responsável pela consolidação dos limites do Brasil. Estava, assim, fundado o clube que iria exercer um papel relevante na história do futebol campista.
A  ata de fundação do clube, a exemplo do Goytacaz Futebol Clube, Campos Atlético Associação e Americano Futebol Clube, não existe. A pátina do tempo se incumbiu de fazer desaparecer os documentos que contariam em sua frieza os primeiros dias de vida dessas agremiações. Os dados que relatamos foram colhidos com seus fundadores. Relatou-nos esses sucessos o senhor Custódio Barroso  que, juntamente com  Manoel Landim e Otacílio Barroso participaram dos primeiros tempos da grande agremiação. Depois de fundado o Clube, veio a fase mais difícil da novel agremiação, isto é, quando os meninos róseos da Praça da República deveriam enfrentar a turma adulta dos outros times.
Mesmo assim, não fizeram feio. A classe, a velocidade, e a fibra da “garotada” davam trabalho aos “barbados” que tinham que suar camisa para vencer os jovens “róseos negros”. Do time dos primeiros tempos , a tradição nos trouxe os nomes dos jogadores Firmino, Batista, Custódio Barroso, Celso Linhares, Fausto Apady, Brasil, Manoel Landim, Carolino Francisco e Otacílio Barroso.
A fase difícil, porém, parecia não terminar nunca. Quando a “garotada” cresceu e quando tudo parecia que o clube iria se estabilizar, surgiu a grande crise de 1914, quando oito integrantes da agremiação, sem dúvida, os seus melhores jogadores, liderados pelos irmãos Pamplona, deixavam o time para fundar o Americano Futebol Clube, com jogadores egressos do Luso Brasileiro e Aliança. A morte do Rio Branco foi impedida pelos valorosos Floriano Quitete, Velho Grilo e os irmãos Celso e Carlos Linhares.
As coleções dos jornais campistas  da época têm perpetuada a flama desses homens que através deles deixavam claro que o seu time não morreria com o êxodo terrível, mas que seria recomposto com integrantes novos. E assim foi. E graças ao grande amor devotado as cores do time, a fase má foi vencida e três anos mais tarde, isto é, em 1917, a agremiação se transformava numa das grandes forças do futebol fluminense, levantando o Campeonato Campista daquele ano com o seu célebre time: Grain; Batista e Germano; Badanho, Velhinho, e Barreto; Otacílio (Dedé), Floriano Quitete, Velho Grilo, Antoninho Manhães e Álvaro Linhares.
A marca em relevo é, sem dúvida, a sua fibra. Esteve, em várias oportunidades, com a sua vida tumultuada por sérias crises e dissidências que, embora abalassem a agremiação nunca conseguiram deter o seu impetuoso desenvolvimento.
Teve, inclusive, em certa época de sua vida, até mesmo o “boicote” dos cronistas esportivos da cidade, o que levou os riobranquenses a fundar o jornalzinho “O Róseo Negro”, dirigido por  Hélvio Bacelar da Silva, para dar notícia sobre suas atividades. Há, ainda, a dissidência que deu origem à fundação do Itatiaia Atlético Clube, dessa vez liderada pelos irmãos Bacelar da Silva, mas que não conseguiu apagar o “fogo” sagrado, aceso pela garotada corada da Praça da República!
O Itatiaia acabou após uma goleada de 17 a 0 sofrida diante do Americano e um incêndio na sede onde promovia bailes na antiga Rua da Direita, hoje, Boulevard Francisco de Paula Carneiro.
O crescimento não parou mais. Saiu da Praça da República para outros campos até adquirir, na gestão Mário Veloso – do sr. Menês dos Santos por trinta contos de réis -,  os amplos terrenos da avenida Sete de Setembro, somando 12 mil metros quadrados,  onde funcionou até o final da década de 70. Em 6 de janeiro de 1978, o então presidente Clóvis Expedito Arenari, apoiado pelo Conselho Deliberativo, presidido por Chaquib Machado Bechara, adquiriu a área do hoje Parque Barão do Rio Branco, com 97 mil metros quadrados ao preço de Cr$3.700.000,00 (Três Milhões e setecentos mil cruzeiros).
O primeiro campo do fundado Rio Branco Futebol Clube foi na Rua Dr. Siqueira, depois na Rua da Minhocas (hoje, Espírito Santo), passando depois para a Rua do Gás( onde funcionou o Itatiaia), Sete de Setembro e finalmente Parque Calabouço (hoje, Parque Barão do Rio Branco). Um fato marcante ajudou na aquisição dos terrenos da Sete de Setembro. Os jogadores campeões de 1928 doaram as medalhas de ouro que receberam ao Clube, dentre eles Carino Quitete, Constantino Escocard, Osvaldino Lima Ribeiro , Vicente Arenari e Mário Jobel.
Conta hoje, na sua sede do Parque Barão do Rio Branco com dois campos de futebol, o de grama nativa abriga para os treinos das categorias de base, enquanto o outro é oficial do Estádio Róseo Negro em construção.
A recente história pode ser contada a partir da mudança para o Parque Calabouço, hoje Barão do Rio Branco, mudança efetivada a partir de proposta do vereador Geraldo Augusto Venâncio. A mudança da Av. Sete de Setembro para a atual sede da avenida Senador José Carlos Pereira Pinto, ocorreu no final da década de 70, promovida pelo então presidente Clóvis Expedito Arenari. No ano de 1962 o Rosão foi vice-campeão da Zona Sul da Taça Brasil, o campeão foi o Cruzeiro Esporte Clube.
Sem recursos para a construção da nova sede, o presidente Clóvis contava com parcos recursos doados por abnegados como Amaro Ribeiro Gomes, o Matraca, Osvaldo Macedo Rodrigues, Édio Pereira, Bernardino Maria Filho, Vanildo da Silva Costa, Renê Ribeiro Gomes e por outro lado, contava com a oposição de tantos outros ferrenhos riobranquenses, contrários a venda da sede antiga, no Centro da cidade, como Antônio José Petrucci, Miraldo Ribeiro Lima, José Carlos Lima, Fernando Campos Ribeiro, dentre outros.
O bacharel em direito Clóvis Arenari não só entrou para a história como o presidente que teve a coragem de vender uma sede em área urbana e adquirir um imenso terreno num inabitado e na época periférico bairro, como também está na história do Clube como o dirigente que mais vezes presidiu o Clube. No início dos anos 90, este mesmo Clóvis Arenari convidou o vitorioso médico, Paulo Sérgio dos Santos Machado, para candidatar-se a presidência.
O convite foi aceito e uma nova fase estava sendo inaugurada com prioridade total para o futebol. Com o apoio do próprio Clóvis Arenari e de outros desportistas como, Reginaldo Henriques Mota, José Carlos Azevedo, Édio Pereira Filho, Luiz Antônio Petrucci, Carlos Fernando Dutra de Andrade, Ramildo Rangel de Azeredo, Edward da Silva Ferreira, João Carlos Guimarães Machado, Sebastião Siqueira, José Luis de Macedo e Josaphat Ribeiro, o time dirigente passou a trabalhar muito o futebol, o que redundou no sucesso de 1983, com a conquista do Campeonato Estadual da Terceira Divisão, passando a disputar a chamada “Segundona” do Rio de Janeiro. Mas nem tudo foram flores.
Terminado o mandato de Paulo Machado ao final de 1984, em que se bateu a porta para subir para a primeira Divisão, ele se afastou do Clube, com o grupo por ele liderado, tomando o mesmo caminho. Dr. Clóvis Arenari voltou ao comando do Clube, rompendo com “Dr. Paulinho” logo em seguida. Foram dias difíceis, mas o Rio Branco ainda disputou a Segunda Divisão de 2005, marcado por duas partidas incríveis contra o Volta Redonda Futebol Clube, no Ary de Oliveira e Souza (onde o Rosão mandava os seus jogos) e no Raulino de Oliveira.
Mas o tempo passou, o Clube abandonou o futebol profissional e houve o convite ao comerciante Adauto Alves Rangel para fazer parte da diretoria, cabendo a ele a vice presidência social. Bons momentos aqueles em que o Clube passou a promover serestas dançantes, como a mínima estrutura, mas com todo o sucesso que requer uma promoção deste quilate.
Em 1992, Adauto Rangel foi eleito presidente do Rio Branco. Estava ali inaugurada uma nova fase na história do Clube fundado em 1912. Foi uma das mais unidas e atuantes diretorias já vistas no Clube. Além do presidente Adauto Rangel faziam parte do grupo diretor: Roberto Manhães (Finanças), Hélio Pinto Duarte (Administração), Domingos Loureiro (Jurídico), Demilton Sales (Patrimônio e Obras), Profª Eli Manhães Rodrigues (Social), Arnaldo Garcia (Relações Públicas e Publicidade), José Carlos Waltz (Expediente) Edward da Silva Ferreira (Esportes) e Edson Coelho dos Santos (Médico).
Grandes foram os esforços para a recuperação do tempo perdido em se tratando da sede do Barão do Rio Branco. Para a construção do Salão Social, além de doações que os próprios diretores faziam, foram promovidos jantares de adesão, churrascos, serestas e a montagem de um quadro social ativo, pois era um absurdo um clube com 7.500 sócios não ter uma receita mínima. Mas como nada tinha a oferecer aos associados além da Quadra de Futebol Nodge Etienne Samary, Campo de Futebol Soçaite Bernardino Maria Filho, a ideia evoluiu, mas sem o efeito esperado.
Mais tarde, ao fim da administração Adalto Rangel, o Salão Social era uma realidade, sendo inaugurado no mandato seguinte do presidente Demilton Sales, que foi uma cópia fiel da gestão anterior, incentivando o futebol das categorias de base, melhorando o patrimônio existente e avançando com construção dos muros dos quase 98 mil metros quadrados de área.
Membro do grupo dirigente do Rio Branco, tendo participado de todas as administrações desde a mudança para Guarus, o comerciante Edward da Silva Ferreira realizou um sonho antigo e talvez de qualquer um que seja sócio de um clube: chegar a presidência. Ainda no seu discurso de posse, no Centro Esportivo Fluminense, “Edu” como gosta de ser chamado, anunciou que não havia grandes pretensões no seu mandato,  e o maior objetivo era dar projeção ao Rio Branco, incentivando as categorias de base, administrando com carinho, respeito e muito amor, seguindo o legado dos presidentes imediatamente anteriores, reconhecendo que cabia a ele o principal papel: o de não decepcionar. E o Edward não conseguiu avançar muito, mas também não decepcionou.

## Títulos
| Estaduais                       | Estaduais | Estaduais                                       | Estaduais |
| Competição                      | Títulos   | Temporadas                                      |           |
| ------------------------------- | --------- | ----------------------------------------------- | --------- |
| Campeonato Fluminense           | 1         | 1961                                            |           |
| Campeonato Carioca - 3ª divisão | 2         | 1984 e 2001                                     |           |
| Citadinos                       |           |                                                 |           |
| Competição                      | Títulos   | Temporadas                                      |           |
| Campeonato Campista             | 8         | 1917, 1928, 1929, 1931, 1949, 1958, 1961 e 1962 |           |
| Taça Cidade de Campos           | 2         | 1972 e 1976                                     |           |

### Campanhas de destaque
- Vice-campeão  Zona Sul da Taça Brasil: 1962
- Vice-Campeonato Fluminense: 1958, 1962 e 1965

### Categorias de base
- Campeonato Brasileiro de Juniores: 2003 (invicto)
- Campeão Estadual do RJ de Juniores 1980
- Campeão da Copa Rio 2001 Sub-17

## Estatísticas

### Participações
| Competição            | Temporadas | Melhor campanha       | Estreia | Última | P | R |
| --------------------- | ---------- | --------------------- | ------- | ------ | - | - |
| Taça Brasil           | 1          | 8º colocado (1962)    | 1962    | 1962   | – | – |
| Série C               | 1          | 93º colocado (2003)   | 2003    | 2003   | – | – |
| Campeonato Fluminense | 15         | Campeão (1961)        | 1956    | 1977   | – | – |
| Série B1 do Carioca   | 11         | Campeão (1984 e 2001) | 1980    | 2012   | – | – |
| Série B2 do Carioca   | 5          | ? colocado (5 vezes)  | 1981    | 2001   | – | – |
| Campeonato Campista   | 53         | Campeão (8 vezes)     | 1914    | 1977   | – | – |

## Rivalidades
Os maiores rivais do Clube Esportivo Rio Branco são os clubes da mesma região de Campos dos Goytacazes, o Campos, o Goytacaz e o Americano.